# Ligamentul talonavicular
Ligamentul talonavicular sau ligamentul astragaloscafoidian superior (Ligamentum talonaviculare) este un ligament lat și subțire a articulației talocalcaneonaviculare, așezat pe partea dorsală a tarsului piciorului. Se inseră posterior pe fața superioară (dorsală) a colului talusului, de unde se îndreaptă înainte și se prinde pe fața superioară (dorsală) a navicularului; este acoperit de tendoanele mușchilor extensori ai piciorului.